# Begoña Abad
Begoña Abad de la Parte (Villanasur do Rio Oca, Burgos, 24 de março de 1952) é uma poeta espanhola.

## Obra

### Poemas
- Begoña en ciernes, Logroño, Ed. 4 de Agosto, Col. Planeta Clandestino, 2006.
- La medida de mi madre, Zaragoza, Olifante, 2008.
- Cómo aprender a volar, Zaragoza, Olifante, 2012.
- Musarañas azules en Babilonia, Xátiva (Valencia), Ed. Babilonia, 2013.
- Palabras de amor para esta guerra, Tenerife, Baile del Sol, 2013.
- A la izquierda del padre, Palma de Mallorca, La Baragaña, 2014; 2.ª ed. Madrid, Ruleta Rusa, 2015.
- Estoy poeta (o diferentes maneras de estar sobre la tierra), Zaragoza, Pregunta, 2015.
- Diez años de sol y edad (Antología 2006-2016), Zaragoza, Pregunta, 2016.
- El hijo muerto, Xátiva (Valencia), Ed. Babilonia, 2016. Libro-disco.

### Livros de relatos
- Contos por trás da porta, Zaragoza, Pergunta, 2013.

### Colaborações em antologias
- La otra voz. Poesía femenina en La Rioja (1982-2005), Logroño, Ed. 4 de Agosto, 2005.
- ldea Poética IV: SXO, Ópera Prima, 2009.
- 50 Poetas Contemporáneos de Castilla-León
- Mujeres en su tinta: Poetas Españolas en el siglo XXI, Universidad Nacional Autónoma de México, 2010.
- Negra Flama: Poesía antagonista en el estado español, Jaén, Ed. SOV, 2013.
- No es el amor quien muere. Miradas sin fronteras 2013, Sevilla, Ed. En huida solidaria, 2013.
- Campamento Dignidad. Poemas para la conciencia, Málaga, Ed. Baladre-Zambra, 2013.
- En legítima defensa. Poetas en tiempos de crisis, Madrid, Bartleby Editores, 2014.
- Disidentes. Antología de poetas críticos españoles contemporáneos (1990-2014), (Editorial La oveja roja, 2015).
- Nova Mondo en Niaj Koroj, Antología de poesía crítica española contemporánea traducida al esperanto,	Palma de Mallorca, Ed. Calumnia, 2015.
- Un minuto de ternura, Antología de Uberto Stabile: Un minuto de ternura (2015), Tenerife, Baile del sol, 2015.
- Miles de Tierras. Antología de poesía, Madrid, AABI, 2015.
- Antología Voix Vives, Ed. Huerga y Fierro, 2016.
- Antología Salgueiro Maia, Edición de Suso Díaz, Ed. Liliputienses 2017.
- Antogía Activism Through Poetry: Critical Spanish Poems in Translation (Hamilton Books, 2017)

### Colaboração nas antologias de Vozes do Extremo
- Poesía y Vida, Huelva, Fundación Juan Ramón Jiménez, 2006.
- Poesía y Capitalismo, Huelva, Fundación Juan Ramón Jiménez, 2008.
- Poesía y Magia, Huelva, Fundación Juan Ramón Jiménez, 2009.
- Poesía y tecnología, Salamanca, Ayuntamiento de Béjar, 2009.
- Poesía y resistencia, Madrid, Ediciones Amargord, 2013.
- Poesía y desobediencia, Madrid, Ediciones Amargord, 2014.